# Upucerthia validirostris
Az Upucerthia  validirostris a madarak (Aves) osztályának verébalakúak (Passeriformes) rendjébe és a fazekasmadár-félék (Furnariidae) családjába tartozó faj.

## Rendszerezése
A fajt Hermann Burmeister német zoológus írta le 1861-ben, az Ochetorhynchus nembe Ochetorhynchus validirostris néven.

## Alfajai
- Upucerthia validirostris rufescens Nores, 1986
- Upucerthia validirostris validirostris (Burmeister, 1861)[3]

## Előfordulása
Az Andok-hegységben, Argentína, Bolívia, Chile és Peru területén honos. Természetes élőhelyei a szubtrópusi és trópusi magaslati cserjések és füves puszták.

## Megjelenése
Testhossza 19–21 centiméter, testtömege 30–45 gramm.

## Életmódja
Ízeltlábúakkal táplálkozik.

## Természetvédelmi helyzete
Az elterjedési területe rendkívül nagy, egyedszáma viszont csökken, de még nem éri el a kritikus szintet. A Természetvédelmi Világszövetség Vörös listáján nem fenyegetett fajként szerepel.